# Manogea
Genre
Manogea est un genre d'araignées aranéomorphes de la famille des Araneidae.

## Distribution
Les espèces de ce genre se rencontrent en Amérique du Sud et en Amérique centrale.

## Liste des espèces
Selon World Spider Catalog (version 17.0, 19/03/2016) :
- Manogea gaira Levi, 1997
- Manogea porracea (C. L. Koch, 1838)
- Manogea triforma Levi, 1997

## Publication originale
- Levi, 1997 : The American orb weavers of the genera Mecynogea, Manogea, Kapogea and Cyrtophora (Araneae: Araneidae). Bulletin of the Museum of Comparative Zoology, vol. 155, no 5, p. 215-255 (texte intégral).